# Alberto Entrerríos
Alberto Entrerríos, španski rokometaš, * 7. november 1976, Gijón.
Leta 2010 je na evropskem rokometnem prvenstvu s špansko reprezentanco osvojil 6. mesto.